# 希尔卡·里希沃里
希尔卡·里希沃里（芬蘭語：Hilkka Riihivuori，1952年12月24日—），芬兰女子越野滑雪运动员。她曾代表芬兰参加1972年、1976年和1980年冬季奥林匹克运动会越野滑雪比赛，共获得四枚银牌。